# Знання та праця
«Знання́ та пра́ця» — колишній щомісячний науково-популярний журнал для юнацтва. 
Заснований 1929 як щомісячний науково-технічний журнал для дітей, орган Центрального бюро комдитруху при ЦК ЛКСМУ. З 1933 року — науково-технічний журнал піонерів та школярів. З 1934 року виходив у Києві. Після початку німецько-радянської війни у 1941 році не виходив. Відновив роботу 1957 року. 
Пропагував досягнення науки й техніки, досвід новаторів промисловості та сільського господарства. Друкував матеріали про життя студентської та шкільної молоді, розповіді про географічні відкриття, науково-фантастичні й пригодницькі твори.
1979 року журнал був нагороджений Почесною грамотою Президіуму Верховної Ради УРСР. Редакція знаходилася на вулиці Пархоменка № 38–44.
З 1992 виходить під назвою «Наука і фантастика» і друкує науково-фантастичні й пригодницькі твори.